# Michail Alexandrowitsch Samarski

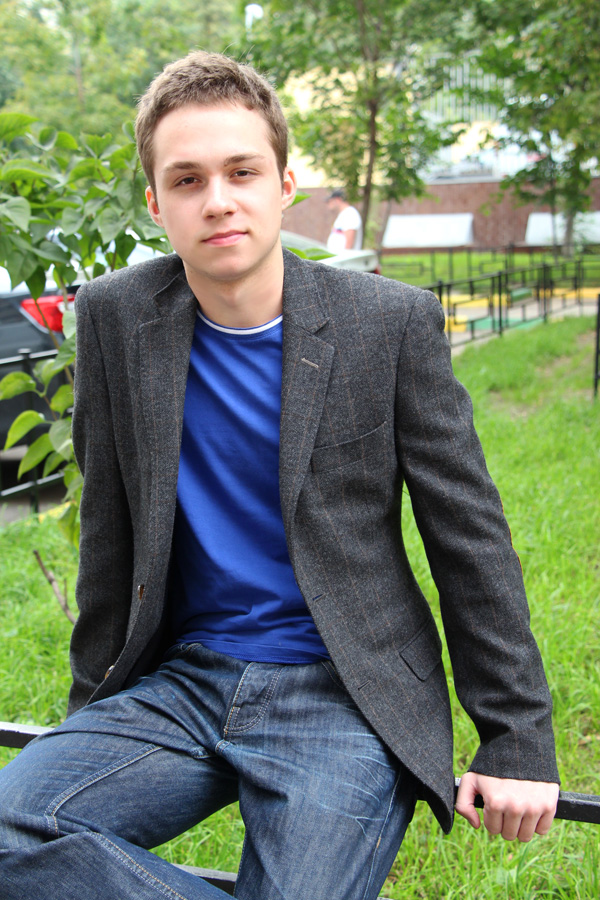
Michail Samarski 2013

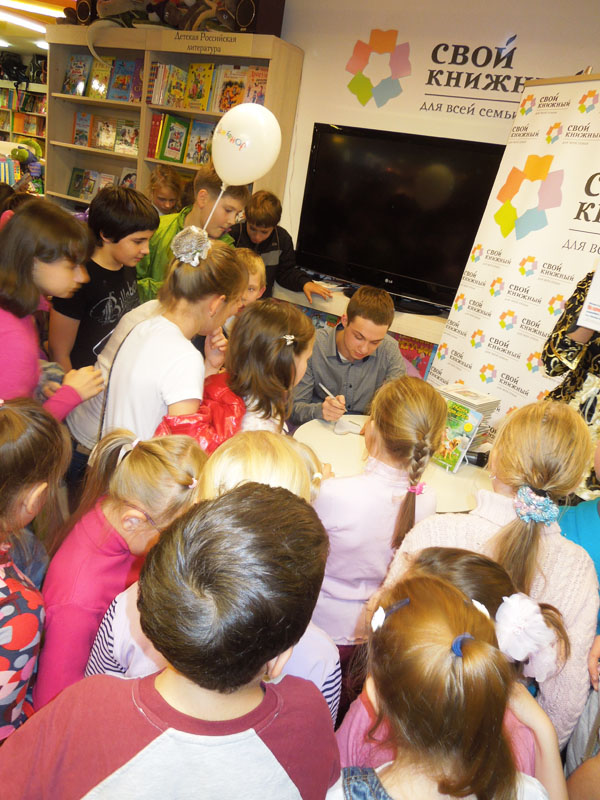
Treffen mit Lesern im Buchgeschäft der Stadt Odinzowo im Moskauer Gebiet.

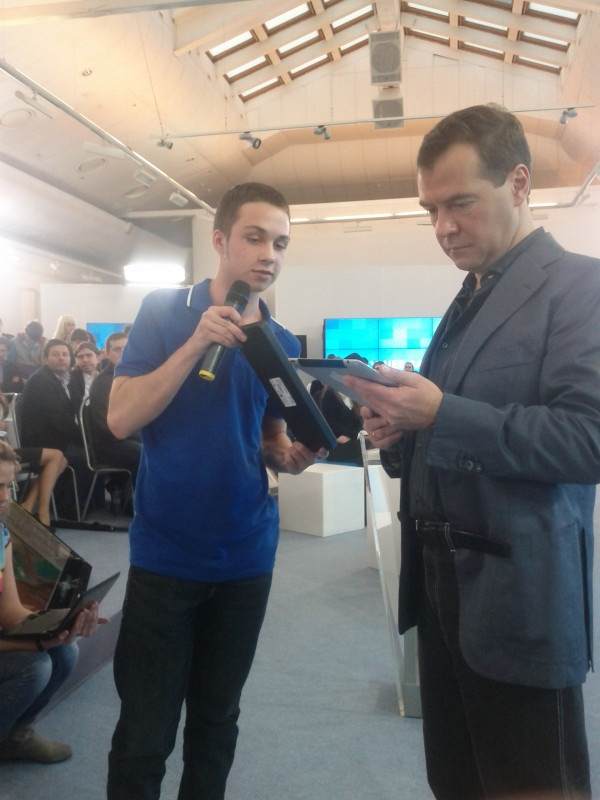
Michail Samarski und D. A. Medwedew bei einem Treffen mit russischen Bloggern.

Michail Alexandrowitsch Samarski (russisch Михаил Александрович Самарский, englische Transkription Mikhail Alexandrovich Samarsky; * 15. August 1996 in Rostow am Don) ist ein russischer Schriftsteller und Blogger.

## Leben
Samarski lebt seit 1997 in Moskau. Zwischen 2003 und 2007 besuchte er die Moskauer Schule Nr. 1084 und anschließend bis 2012 die Schule Nr. 1239. Bis 2013 war er Student der Externatschule Nr. 1 an der Lomonossow-Universität. 2013 immatrikulierte er sich an der Lomonossow-Universität im Fachbereich Politologie.

## Familie
- Vater: Alexander Wassiljewitsch Samarski (geb. 1959) – Dramatiker, Drehbuchautor, Dichter.[3][1]
- Mutter: Anna Michailowna Samarskaja (geborene Amelina) (geb. 1971) – Schriftstellerin, Autorin von Kriminalromanen unter dem Pseudonym Anna Arkan.[3][1]

## Literarisches Schaffen
Mit zwölf Jahren schrieb er sein erstes Buch, die Erzählung Auf der Schaukel zwischen den Hügeln, die ein Jahr später veröffentlicht wurde und von den Medien nicht unbeachtet blieb. Nach Meinung der Kritikerin der Zeitschrift Oktjabr Jekaterina Bosina weist die Erzählung für erwachsene Leser keine „bedeutsamen Offenbarungen“ auf, jedoch ist Auf der Schaukel sprachlich keineswegs „Kindergequassel“, sondern unterscheidet Mischa Samarski vorteilhaft von der Mehrheit der schreibenden Altersgenossen. Er setzte sein literarisches Schaffen mit der Veröffentlichung der Erzählung Regenbogen für einen Freund und weiterer Bücher fort. Im Verlag „Exmo“ wurde für den neuen Autor die extra Buchreihe Die Erlebnisse eines ungewöhnlichen Hundes geschaffen. Die Zeitschrift Newa zählt Samarski in einem im Sommer 2013 veröffentlichten Artikel zu den vom (russischen) Publikum meistgelesenen jungen Prosaikern.

## Gesellschaftliche Arbeit und Wohltätigkeit
Sein Engagement für wohltätige Zwecke begann Michail Samarski 2010 mit der Gründung des informellen Programms Lebendige Herzen, in dem er mit seinen Freunden und Bekannten blinden Kindern half: er gab Hörbücher heraus, veröffentlichte Bücher in Brailleschrift usw., erwarb verschiedene Geräte für blinde und sehbehinderte Kinder. Hilfestellung für das Programm leisteten russische Unternehmer, Politiker und Schauspieler. Der Geschäftsmann Andrej Rjabinski schlug vor, den offiziellen Fond zur Blindenhilfe Lebendige Herzen einzutragen. Am 12. Oktober 2012 wurde aufgrund des Programms von Michail Samarski der Wohltätigkeitsfonds Lebendige Herzen geschaffen. Mitbegründerin und Vorsitzende des Fonds ist Anna Michailowna Samarskaja, die Mutter Michails.
Am 9. Oktober 2011 schnitt Michail Samarski bei einem Treffen des russischen Präsidenten D. A. Medwedew mit russischen Bloggern die Frage der Verfügbarkeit des Internets für Sehbehinderte an: Braille-Displays für Computer sind für die meisten Menschen mit Sehbehinderung wegen der hohen Preise unzugänglich und Displays, die den Kindern während ihrer Ausbildung kostenlos zur Verfügung gestellt werden, müssen nach dem Ende der Ausbildung zurückerstattet werden. Dieses Thema wurde daraufhin weiter verfolgt und Medwedew empfahl, das Recht der Kinder, technisches Werkzeug nach der Ausbildung behalten zu dürfen, gesetzlich zu verankern.

## Veröffentlichungen
Veröffentlichungen in russischer Sprache
- Auf der Schaukel zwischen den Hügeln (На качелях между холмами). Moskau: Exmo, 2012. ISBN 978-5-699-59476-4
- Regenbogen für einen Freund (Радуга для друга). Moskau: Exmo, 2012. ISBN 978-5-699-55056-2
- Die Formel der Güte (Формула добра). Moskau: Exmo, 2012. ISBN 978-5-699-57003-4
- Fukushima oder die Geschichte einer Hundefreundschaft (Фукусима, или История собачьей дружбы). Exmo. ISBN 978-5-699-64032-4
- Zwölfmal den Horizont berührt (Двенадцать прикосновений к горизонту). St. Petersburg: Norint, 2011. ISBN 978-5-7711-0057-9
- Sammelband «Tag der Hoffnung» (Сборник "День надежды"). Moskau: Exmo, 2013.

Veröffentlichungen in anderen Sprachen
- A Rainbow for a Friend [Радуга для друга]. L&L Publishing, 2013. ISBN 978-0-615-84017-8 (englisch)
- Chódẫnđườngphiêulưuký - tặp 1 [Радуга для друга]. NXB TổngHợp TPHCM, 2013 (vietnamesisch)

## Verfilmung und Inszenierung
- Am 13. Oktober 2012 fand im Theater «Samarskaja Ploschtschat» die Premiere des Stückes «Ich bin ein Hund» (Regisseur E.B. Drobyschew) nach der Erzählung «Regenbogen für einen Freund» statt.[12] Dieses Vorhaben wurde nach einem halben Jahr von der Theaterregisseurin Natalja Nossowa als erfolgreich eingeschätzt.[13] Für die Aufführung «Ich bin ein Hund» erhielt das Theater «Samarskaja Ploschtschat» die Sonderprämie des Preisgerichts «Für ein sozial bedeutsames Vorhaben» der Gebietsauszeichnung «Theatermuse Samara 2012».[14]
- 2012 wurde mit Beteiligung von Michail Samarski der Dokumentarfilm „Lebendige Herzen“ gedreht, der vom Leben der Blinden berichtet.[15]

## Auszeichnungen
Für das Stück «Regenbogen für einen Freund» erhielt Michail Samarski folgende Auszeichnungen:
- Diplom eines Preisträgers des Lomonossow-Wettbewerbs «Talente und Begabungen 2009»
- Goldenes Diplom „Joseph Brodsky“
- Hauptpreis des Multi-Genre-Literaturwettbewerbs «Elefant» 2009.